# Sylvie Hülsemann
Sylvie Hülsemann (Ciutat de Luxemburg, 8 de setembre de 1944) és una ex-esquiadora aquàtica luxemburguesa. Va guanyar el campionat del món en el seu segon intent, el 1961, a l'edat de 16 anys. A més a més, va ser campiona general Europea de Dones el 1961, 1966, i 1968.

## Carrera esportiva
Va participar per primera vegada en una competició internacional el 1957, a Juan-les-Pins, França. La seva última partició internacional va ser l'any 1979, a Malines/Mechelen, Bèlgica.
Durant 23 anys de carrera esportiva internacional, va acumular més de 90 victòries, 60 segons llocs i 30 tercers llocs. També va ser campiona nacional a tots els esdeveniments de 1959 a 1976, amb el que va batre tots els registres de títols nacionals.
A les vuit participacions en el Campionat del Món biennal, d'entre 1959 i 1977, va guanyar 2 medalles d'or, 2 de plata i 1 de bronze.
A les tretze participacions en el Campionat d'Europa, d'entre 1959 i 1977, va guanyar 9 medalles d'or, 6 de plata i 11 de bronze.
Durant aquest període, va rebre els següents premis europeus (World Water Ski Union Group 2): diamant d'esquí 1965, 1966 i 1968; or d'esquí 1967 i 1971; així com plata d'esquí 1974.
Va aconseguir arribar a quarts femenines als Jocs Olímpics de 1972 a Kiel, Alemanya. L'any 1972 l'esquí aquàtic era un esport d'exhibició als Jocs Olímpics.
El 1997, Sylvie va ser elegida membre de la IWSF (Federació Internacional d'Esqui Nàutic) «Hall of Fame».
El 1961, 1966 i el 1968 va rebre el premi a l'Esportista Luxemburguesa de l'Any.